# Saidí
Saidí (en castellà i oficialment, Zaidín) és una vila i municipi aragonès del Baix Cinca, situat al marge esquerre del riu Cinca. De 92,55 km², ocupa el sector N de la comarca i termeneja amb els termes d'Osca de Vallobar i Ossó de Cinca i els catalans de Gimenells (Alpicat) i Vallmanya (Alcarràs) del costat del Segrià o part de migdia. S'estén per l'esquerra del Cinca, a l'altura de l'aiguabarreig de l'Alcanadre, que se li ajunta per la dreta. El lloc on s'assenta la població i una bona part del terme són constituïts per una plataforma sobre el Cinca, ampla esplanada d'hortes i terra fèrtil. La resta del municipi o sector més proper al Segrià també es pot regar en una bona part mercès al canal de Saidí i un entrellaçat de séquies, que deriven d'ell o directament del canal d'Aragó i de Catalunya. El canal de Saidí, després de 48 km de recorregut i haver regat els termes actualment aragonesos de Binèfar, Binacet, Esplucs, Albalat de Cinca i Bellver de Cinca, mor dintre el terme de Saidí, a la clamor de Saidí, on forma un petit estany o embassament del canal. És un derivat del gran Canal d'Aragó i Catalunya que s'origina als alts de la Menudella, entre els termes de Sant Esteve de Llitera i Montsó, porta una mitjana de 15 m³ per segon i rega unes 30.000 ha. Des de 1912 també es beneficien del seu cabal els poblats i partides de Montral, els Safranals i la Lleitera del municipi de Fraga.

## El terme
El terme de Saidí comprèn les partides del Sot i del Sotet a l'horta de vora el riu, i les de les Albufarres Altes i les Albufarres Baixes al límit amb el terme de Fraga, els Montcalbos Alts i els Montcalbos Baixos al límit amb Alcarràs, els Abellars a llevant de la vila i la partida de la Sardera Alta al límit amb Almudèfer, la del Coscollar i la del Tossal. És un dels més planers del Baix Cinca i un dels més aptes per a la agricultura, el seu territori té algunes ondulacions o fondals, com l'esmentada clamor de Saidí i la Clamor Amarga o d'Almacelles, però és mancat de relleus importants que marquin una clara separació amb els termes que l'envolten. Es comunica per una carretera que va de Fraga vers Ossó i Bellver de Cinca i arriba a Montsó; de la població surt també una carretera vers el Torricó i Tamarit de Llitera, que s'encreua amb la de Lleida a Montsó. Antany, el camí més directe vers el Segrià fins a Lleida era el que pujava fins a Vallmanya i Montagut (ambdós dins el terme d'Alcarràs) i per les partides de Butsènit i Rufea arribava a la Ciutat del Segre.

## L'agricultura
L'existència de bons conreus al sector dels regadius arribats l'últim terç del segle xx, sumats a les hortalisses --per l'autoconsum-- i els arbres fruiters (amb pujades i baixades però sempre en augment: préssec, poma i pera pel que fa a la prelació en volum de producció) al sector dels conreus tradicionals, i les antigues peixeres d'ascendència àrab motiven que el terme municipal compti amb un 2,5% de població disseminada, però no aconsegueixen d'impedir que una bona part de la població jove emigri, sobre tot vers les ciutats de Lleida i Barcelona.
A causa d'això no ha progressat el seu poblament, que és sensiblement el mateix tirant a la baixa que ara fa un segle. Les estadístiques modernes marquen aquesta evolució: 1.967 habitants el 1877, 1.868 el 1900, 1.888 el 1930, 2.098 el 1960, 1.952 el 1970, 1.831 el 1981 i 1.763 el 2019.
Aquest retrocés pot ser degut al fet que l'arrencada agrícola d'aquest sector ha estat poc ràpida, ja que malgrat que la infraestructura i l'equipament han estat accelerats, mercès als crèdits i als mitjans tècnics moderns, la transformació no és acabada, ja que parcel·les destinades al pasturatge encara tenen al costat explotacions amb les últimes tècniques agrícoles. La major part del sol és ocupada per blat, ordi, blat de moro (a les fondalades salabroses) i farratges. La ramaderia ovina, porcina i avícola, així com les activitats industrials derivades de l'agricultura (molins de pinsos i oli complementen l'agricultura. Hi ha una cooperativa per la fabricació de pinsos, una altra per a oli i una altra amb un trull d'oli. Hi consta un sindicat de regants.
La temperatura mitjana anual és de 14,7° i la precipitació anual, 350 mm.

## Toponímia
El nom deriva de l'àrab زيدين, zaydīn, ‘zaydins', plural en genitiu de zaydí. L'existència a Aragó de diversos topònims que inclouen el nom propi Zayd (Beseit, Calaceit, la Zaida, Binacet, etc.), suggereix la presència de la minoria xiïta zaydita en els districtes a l'est de Saraqusta. Sembla que en despoblar-se els antics llocs de Santa Quitèria i de la Vil·la Fortunatus, que se sap poblats des de l'època visigòtica, nasqué aquest nou lloc, que es degué desenvolupar al costat de la fortalesa àrab esmentada. El castell de Saidí, apareix documentat per primera vegada l'any 1092 en ser ocupat per Pere I d'Aragó, però va caure posteriorment en mans dels almoràvits.

## Història
S'han trobat restes arqueològiques que confirmen l'existència d'assentaments ibers i romans a la zona, però la vertadera història de la població s'inicia amb la conquesta musulmana. Saidí constituí un dels llocs fortificats que el valí sarraí de Lleida Avin-Hilet o Avifelel concedí l'any 1120 a Ramon Berenguer III, com a penyora d'un pacte d'amistat que havia estat establert entre ambdós. Sembla que, fins al 1147, Saidí no fou conquerida completament. La cultura andalusina deixà una petja profunda en la població, però les seves restes actuals són gairebé nul·les.
Saidí, igual que Fraga i Mequinensa, caigué en mans de Ramon Berenguer IV el 1149, i les seves mesquites, amb els seus delmes i primícies, foren atorgades al bisbe de Roda de Ribagorça, Guillem Pere de Ravidats, restaurador de la diòcesi de Lleida. La mesquita major del poble conquerit fou consagrada a Santa Maria, a la qual, en redactar el prelat la Ordinatio Ecclesiae Ilerdensis, fou integrada a la canònica de Lleida. Villanueva, en el seu Viaje literario, hi situa un monestir benedictí d'on fou abat Berenguer d'Erill, després bisbe de Lleida (1205/35), el que introduí la regla del Cister a l'abadia de Santa Maria de Lavaix (el Pont de Suert). Civilment Saidí rebé el fur d'Osca i el 1201 Pere el Catòlic estengué un privilegi pel qual els seus pobladors reunits podrien elegir els seus jurats i regidors. Signaren el document Joan de Berix Assalit i Bonafè i el batlle de Llaide que havien acompanyat el rei, que el confirmà el 1206.
Els primers anys Saidí apareix inscrit com a vila reial. No obstant això, el 7 d'octubre de 1294, Guillem de Montcada, baró de Fraga, permutà amb Jaume II, la ciutat, suda i senyoria de Tortosa, pels castells i viles de Vallobar i Saidí, els quals el Montcada rebé en feu. No durà gaire més d'una centúria el domini del senyor de Fraga, ja que a mitjan segle xiv consta com a senyor de Saidí el ciutadà de Lleida Joan Sescomes, àlies Borriac, d'un llinatge de terratinents, mercaders, clergues i preveres i canonges de la seu. Eren parents pròxims del que fou bisbe i arquebisbe de Tarragona Arnau Sescomes (1327) i d'un altre prelat, Romeu Sescomes, el qual el 1380 era president de la Generalitat de Catalunya.
Saidí, que pertanyia a la vegueria de Lleida des del 1242, per disposició de Jaume I, en fer la nova definició del Principat ordenada per Jaume II el 1305, fou incorporat al Regne d'Aragó, fet que les Corts Catalanes no reconegueren mai.
Des de la darreria del segle xv tornaven a ser senyors de Saidí els Montcada. Però la relació que el 1585 feu el guàrdia reial Henry Cock ("archero" de la "Guardia de archeros", no pas arquer)), del seguici de Felip II de Castella, ens cerciora que la vila llavors pertanyia a Joan de Bardaixí, cavaller de Saragossa, i ens diu que es tractava d'un poble edificat sobre una roca que sostenia un castell molt vell, que ell qualificà de <<villanos salvajes>>. És el mateix concepte despectiu que l'arquer de la cort de rei tingué envers el senyor d'Alcarràs, Sunyer i Sarroca de Lleida, quan passà per aquests indrets. El 1553 tenia 57 focs. Durant la Reconquesta, Saidí passà a mans dels Montcada, i ja al segle xv formà part de la baronia de Berenguer de Bardaixí i López de Sesé.
El 1720 pertanyia al corregiment de Barbastre i tornava a ser una vila dependent directament del rei. El segle xviii passà de 70 focs (uns 300 h) als 955 h del 1787, al cens de Foridablanca. El 1812 serà integrat, com Fraga, al Departament de les Boques de l'Ebre que tenia Lleida per capital, i des de 1835 es constituirà en ajuntament del partit judicial de Fraga, si bé, Lleida, amb Binèfar, continua essent el mercat agrícola principal, i això dins l'àrea comercial, des de l'antigor, de Lleida.
Saidí, formant ja part de la província d'Osca i dins el partit judicial de Fraga, fou ocupada en plena Guerra dels Matiners, el 2 de juliol de 1849, per Nasarre, cap de quadrilla carlí, que baixà des de la Serra Pedregosa (Bagà). La seva ocupació durà poc perquè els carlins fugiren davant la tropa que vingué a socórrer la vila procedent de Fraga.
Amb els seus 1763 h. actuals Saidí és una vila que tot i pertànyer administrativament a Aragó no ha perdut les seves arrels i tradició catalanes.
Les muralles medievals, actualment gairebé destruïdes per complet (només se'n conserva una petita part i en estat precari) foren superades durant l'Edat Moderna, però el nucli urbà conservà els murs fins ben entrat el segle xx. L'horta es constituí al marge mateix del Cinca, però el poble es troba elevat sobre un turó. Malgrat això, el 1907 i el 1937 s'enregistraren importants inundacions a causa de les riuades.

## Administració
| Legislatura | Nom                           | Grup |
| 1979-1983   | Jaume Seuma                   |      |
| 1983-1987   | Jaume Seuma                   |      |
| 1987-1991   | Fernando Solsona Guillén      | PSOE |
| 1991-1995   | Fernando Solsona Guillén      | PSOE |
| 1995-1999   | Maria Teresa Pascual Sanfeliu | PSOE |
| 1999-2003   | Maria Teresa Font Estruga     | PAR  |
| 2003-2007   | Maria Teresa Font Estruga     | PAR  |
| 2007-2011   | Maria Teresa Font Estruga     | PAR  |
| 2011-       | Marco Antonio Ibarz Guillén   | PSOE |

La demografia de Saidí ha estat escassa històricament. El 1485, segons fonts històriques, es compten uns cinc-cents habitants; el 1845 ja en són 844, i el 1920 la xifra total sobrepassava els dos mil habitants. La població s'ha mantingut amb tendència al decreixement, i molta ha estat atreta pels nuclis de Fraga i Lleida. Actualment es constata un important nombre d'immigració, sobretot de nacionalitat búlgara i romanesa.

## Monuments

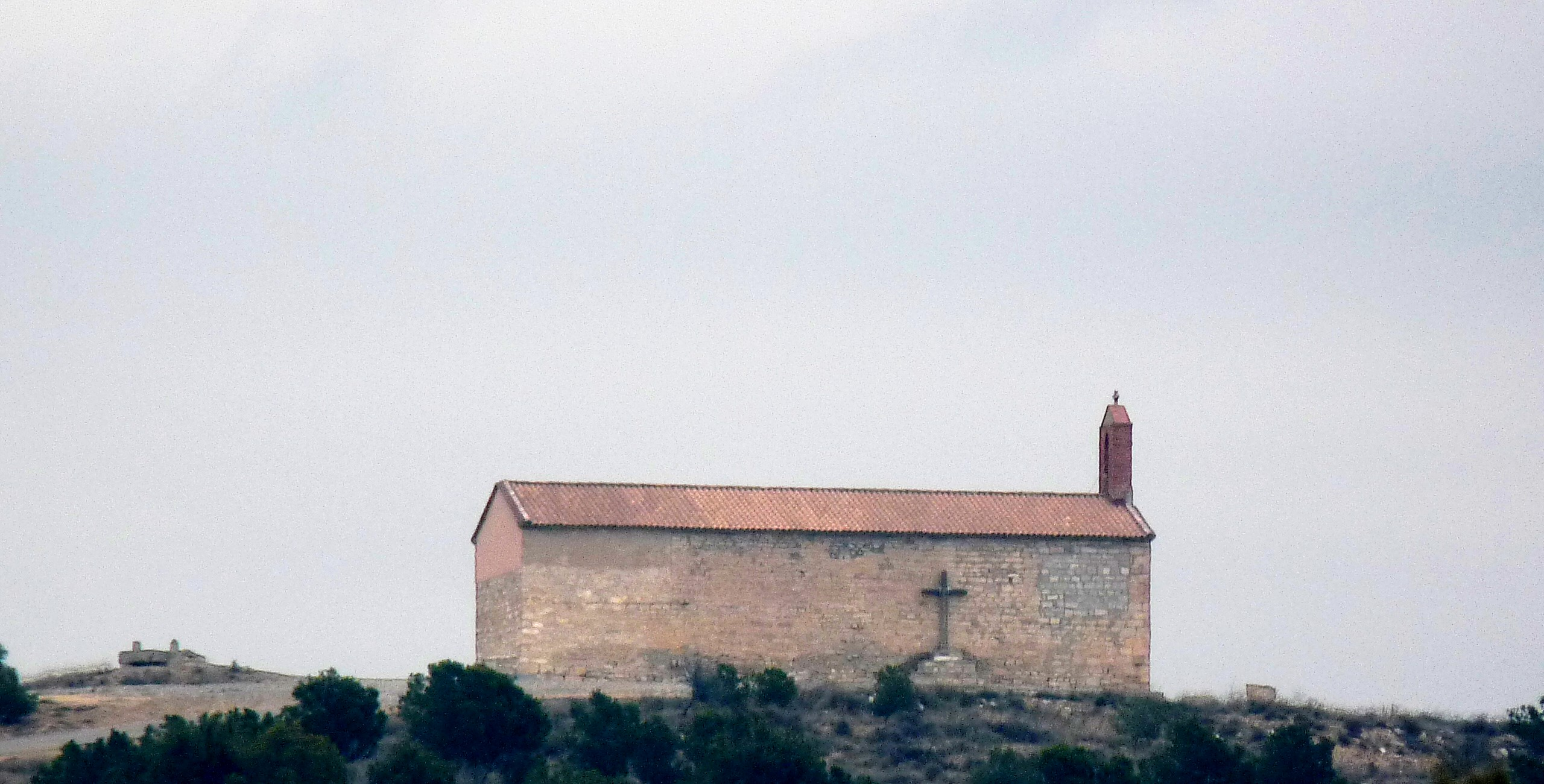
Ermita de Sant Antoni

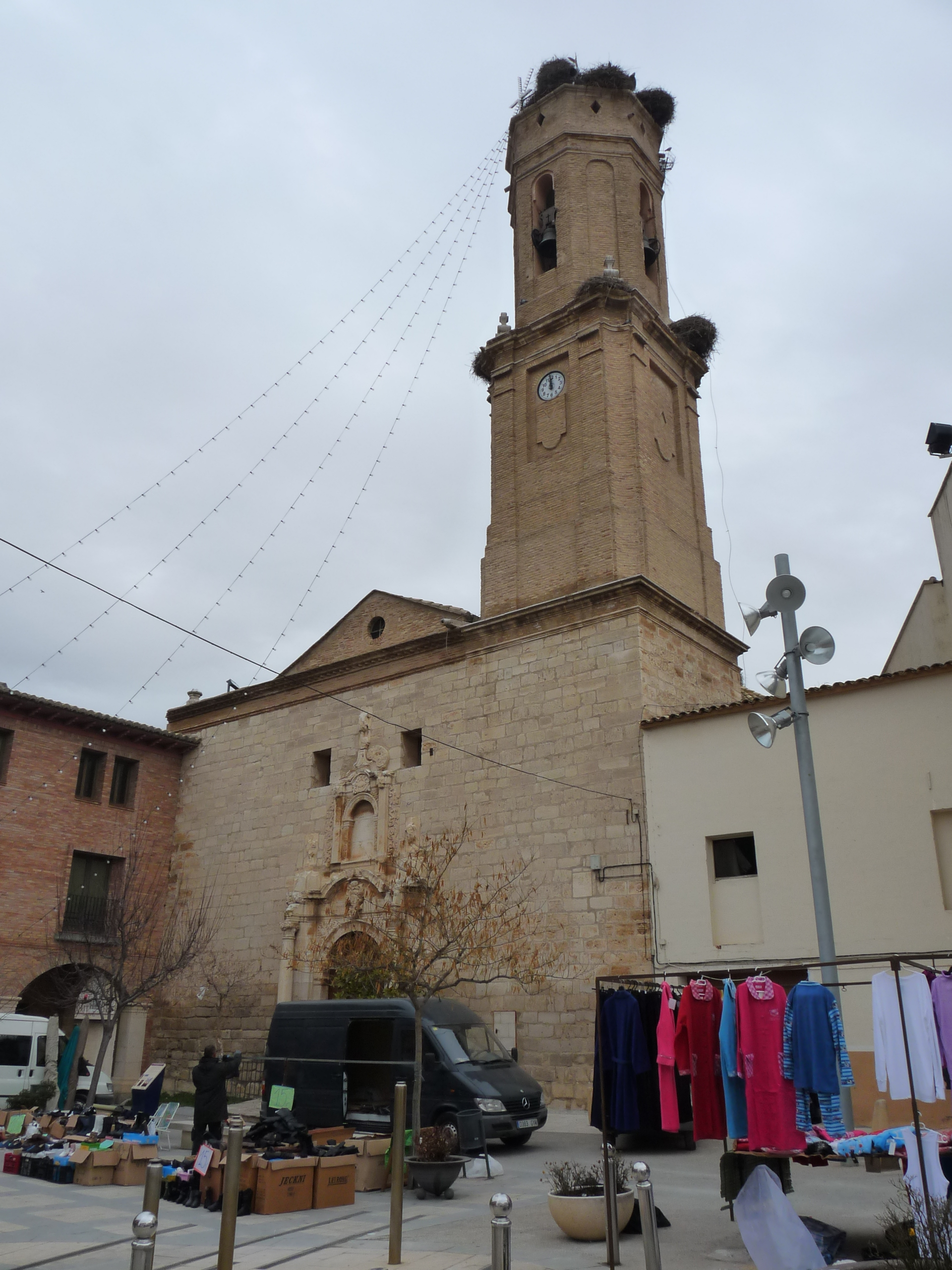
Església de la Parròquia de Sant Joan Baptista

LEsglésia parroquial dedicada a Sant Joan Baptista, és un magnífic exemplar d'estil barroc. Consta d'una planta de creu llatina amb dues naus laterals, cimbori i campanar octogonal. La portalada és barroca amb arc de mig punt i una estructura de retaule. La torre és d'estil mudèjar i té dos cossos. Aquest temple, al segle xviii, va substituir-ne un de més antic d'arquitectura de transició del romànic al gòtic. D'aquest provenia un retaule gòtic, del qual resta la imatge de Santa Maria de Saidí del segle xv, escultura policromada de bella factura, que el 1940 fou col·locada a la capella de l'antiga Confraria del Pagesos de l'església de Sant Llorenç de Lleida. Fou una llàstima que s'enderroqués un edifici emporxat del segle xviii, contigu a la parroquial de Sant Joan de Saidí, i fos substituït per un altre edifici de caràcter funcional que va malmetre la perspectiva de la placeta de l'Església. Altres edificis, des del renaixement al neoclassicisme, denoten l'antiga senyoria d'aquesta vila de fur reial.
A 1 km al nord de Saidí, damunt un turó, es troba l'Ermita de Sant Antoni on se celebra un aplec el dia del sant.

## Cultura
- El nucli urbà, antigament emmurallat, no conserva gairebé cap resta d'aquest mur. Fins a mitjans del segle xx, la muralla constava de cinc portes: Lo Portal, La Porteta, El Forat, El Furigacho i La Portalada, aquesta darrera amb torre de vigilància.
- L'idioma oficial és el castellà, però la població autòctona conserva el català com a llengua quotidiana.

## Festes
- 17 de gener: festivitat de Sant Antoni
- 15 d'agost: Verge de l'Assumpció (festes patronals)

## Fills i filles il·lustres de Saidí
- Bernat Boïl: ermità de Montserrat, nascut el 1445, i secretari de Ferran el Catòlic.
- Joaquim Ibarz: escriptor i periodista.
- Anton Abad: cantantautor en llengua catalana.
- Mercè Ibarz: escriptora i periodista en llengua catalana.
- Mario Sasot: escriptor i periodista en català i castellà.
- Francesc Serés: escriptor i llicenciat en Belles Arts, nascut el 1972.